# Karl VII. (HRR)

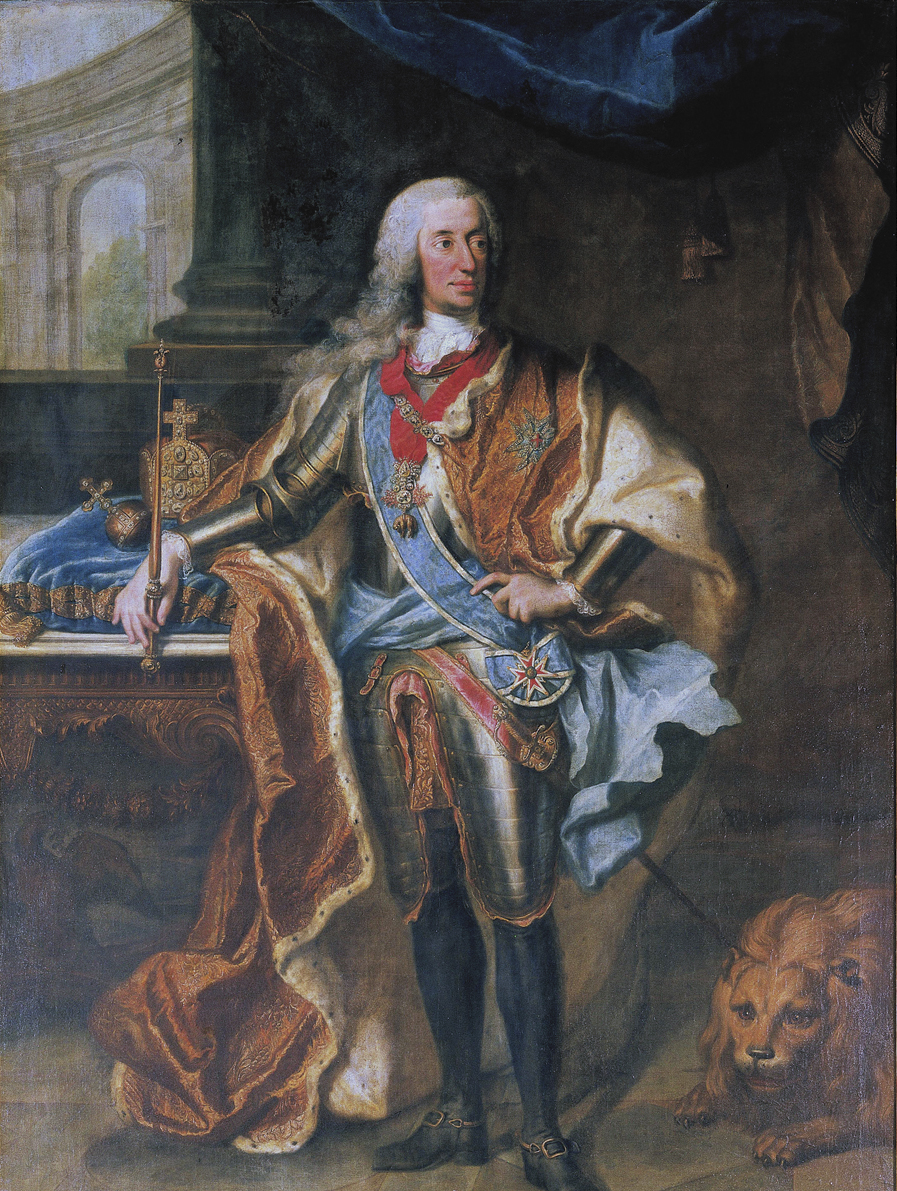
Karl VII. als Kaiser; er trägt die Ordensschärpe von St.-Georg und die Ordenskette vom Goldenen Vlies (Bild von George Desmarées, posthum um 1766, heute Schloss Nymphenburg)

Karl Albrecht von Bayern (* 6. August 1697 in Brüssel; † 20. Januar 1745 in München) aus dem Hause Wittelsbach war von 1726 bis 1745 als Karl I. Kurfürst und Herzog von Bayern, von 1741 bis 1743 als Karl III. König von Böhmen und von 1742 bis zu seinem Tod als Karl VII. Kaiser des Heiligen Römischen Reiches. Er war vier Jahrhunderte nach seinem Stammvater Ludwig IV. der dritte Wittelsbacher auf dem römisch-deutschen Thron und der einzige Kaiser des Alten Reichs nach 1437, der nicht dem Haus Habsburg entstammte.
Nach dem Tod des Habsburgers Kaiser Karl VI. im Jahr 1740 beanspruchte Karl Albrecht aufgrund seiner Ehe mit dessen Nichte Maria Amalia von Österreich das Erzherzogtum Österreich und das Königreich Böhmen. Nach anfänglichen Erfolgen im Österreichischen Erbfolgekrieg gelang es ihm, sich die Herrschaft über Böhmen kurzzeitig zu sichern und sich zum neuen Kaiser wählen zu lassen. Letztlich konnte er sich aber nicht gegen Maria Theresia durchsetzen, was ihn zeitweise sogar seine Herrschaft in Bayern kostete. Aufgrund des für ihn ungünstigen Kriegsverlaufs konnte er nach der Kaiserwahl nur für kurze Zeit nach München zurückkehren und residierte überwiegend in Frankfurt am Main. 
In Altbayern markiert die Herrschaft Karl Albrechts kulturell den Höhepunkt des Rokoko.

## Leben

### Frühe Jahre
Karl Albrecht wurde in Brüssel als Sohn des bayerischen Kurfürsten Maximilian II. Emanuel und dessen zweiter Gattin, Therese Kunigunde, der Tochter des polnischen Königs Johann III. Sobieski, geboren. Max Emanuel residierte dort seit Ende 1691 als Generalstatthalter der spanischen Niederlande.
1699 starb plötzlich Karl Albrechts älterer Halbbruder Joseph Ferdinand, der Erbe Spaniens, womit Karl Albrecht Kurprinz wurde.

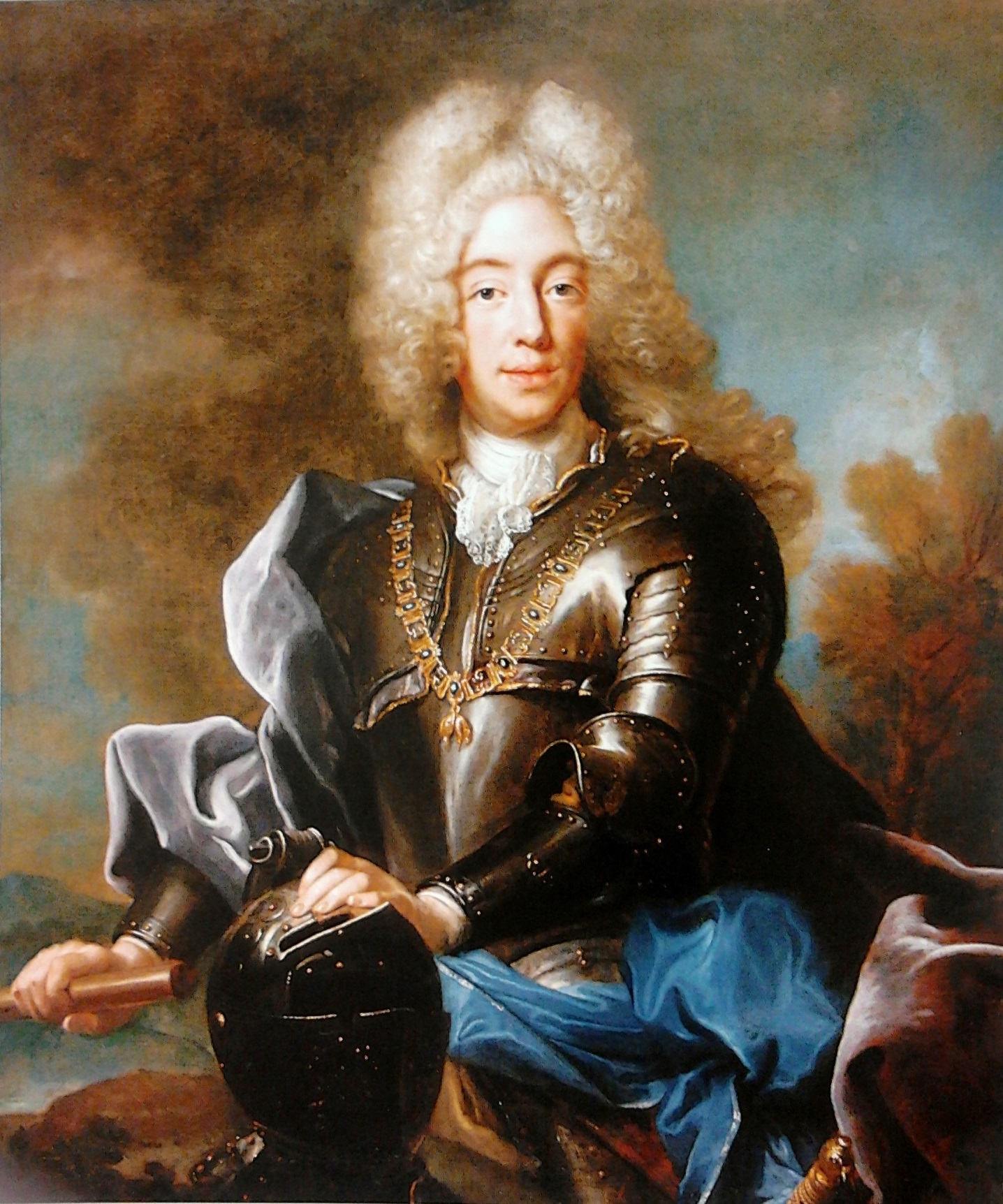
Der junge Karl Albrecht mit heller Allongeperücke, 1717–1719, Joseph Vivien, Warschauer Königsschloss

Die Familie des Kurfürsten und sein umfangreicher Hofstaat kehrten 1701 von Brüssel nach München zurück. Nach Max Emanuels Flucht zurück in die Spanischen Niederlande nach der Niederlage in der Schlacht von Höchstädt am 13. August 1704 blieben Karl Albrecht und seine Geschwister zunächst bei ihrer Mutter, die nunmehr die Regentschaft in München ausübte. Im Mai 1705 verweigerten die österreichischen Behörden der Kurfürstin nach einem Aufenthalt in Venedig die Wiedereinreise nach Bayern und zwangen auch sie in ein Exil, das zehn Jahre dauern sollte. Da auch sein Vater, über den am 29. April 1706 die Reichsacht verhängt wurde, nach der Niederlage von Ramillies am 23. Mai 1706 von Brüssel ins Exil nach Compiègne ging, sah Karl Albrecht seine Eltern erst als 17-Jähriger wieder.
1706 wurden Karl Albrecht und drei seiner Brüder auf Anweisung Kaiser Josephs I. nach Klagenfurt gebracht, wo sie vornehmlich von Jesuiten standesgemäß unterrichtet und erzogen wurden, während seine Schwester und die beiden jüngsten Brüder in München blieben. Der Nachfolger Josephs, Kaiser Karl VI., vergrößerte 1712 den Hofstaat der Prinzen, verlegte ihn nach Graz und holte auch Karls vierten Bruder Johann Theodor dorthin. Da der jüngste Bruder, Maximilian Emanuel, inzwischen gestorben war, blieb nur Karls einzige Schwester, Prinzessin Maria Anna, in München. Nach Ende des Krieges lebte die Familie ab April 1715 wieder in Bayern.
Am 6. August 1715 wurde Karl Albrecht volljährig und damit formell regierungsfähig. Vom 3. Dezember 1715 bis zum 24. August 1716 unternahm er eine Bildungsreise nach Italien und beteiligte sich 1717 mit einem bayerischen Truppenkontingent am Feldzug gegen die Türken. Bei den Aufenthalten am kaiserlichen Hof in Wien lernte er seine zukünftige Gattin Maria Amalia, die jüngere Tochter des verstorbenen Kaisers Joseph I., kennen. Die Vermählung mit Erzherzogin Maria Amalia fand am 5. Oktober 1722 statt. Zwar hatte Bayern auf Thronansprüche gegenüber Habsburg durch diese Heirat offiziell verzichtet, dennoch eröffnete sie Perspektiven für einen Erbanspruch auf österreichische Besitzungen. Zu Ehren des frisch vermählten Paares ließ Kurfürst Maximilian Emanuel vom 17. Oktober bis zum 4. November in München und Umgebung glanzvolle Feierlichkeiten ausrichten.
Auf einer mehrwöchigen Reise mit seinen Brüdern nach Frankreich, auf der Karl Albrecht am 5. September 1725 an der Hochzeit König Ludwigs XV. teilnahm, knüpfte er Kontakte zum französischen Hof.

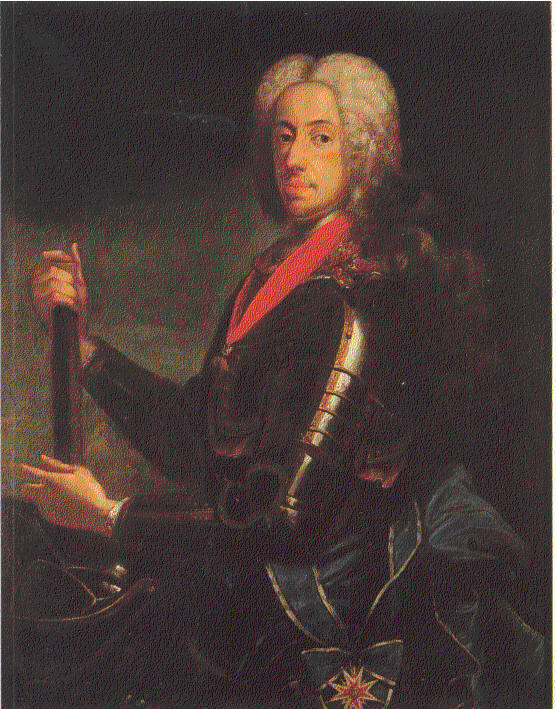
Kaiser Karl VII. im Harnisch; er trägt die Ordensschärpe von St.-Georg und die Ordenskette vom Goldenen Vlies

### Herrschaft

#### Kurfürst von Bayern
Nach dem Tode des Kurfürsten Maximilian Emanuel wurde Karl Albrecht am 26. Februar 1726 Kurfürst. Damit übernahm er auch eine Schuldenlast von 26 Mio. Gulden. Zunächst bemühte sich der neue Herrscher die Haushaltslage zu verbessern, Sparmaßnahmen setzten beim Hofstaat an, die indirekten Steuereinkünfte konnten geringfügig erhöht werden und man begann mit dem Abbau des Schuldenbergs. In den dreißiger Jahren des 18. Jahrhunderts gab der Kurfürst die Sparpolitik jedoch zugunsten der Anwartschaft auf den Kaiserthron und der damit als notwendig empfundenen Prachtentfaltung wieder auf.
Karl Albrecht betrieb eine Politik der freundschaftlichen Anlehnung an Habsburg, setzte aber auch die Politik seines Vaters zur Erlangung des Erbes der Habsburger und der Krone des Reiches zielstrebig fort. Dazu diente 1727 die Erneuerung des Bündnisses mit Frankreich. Darin war bereits das Ziel, die Kaiserkrone zu erwerben, vorgesehen. So setzte Karl Albrecht die Politik seines Vaters fort, die ganz auf Rangerhöhung ausgerichtet war. Dafür wurde wie unter Max Emanuel die Innen- und Wirtschaftspolitik vergleichsweise vernachlässigt.
1729 stiftete er den Hausritterorden vom Heiligen Georg. Im selben Jahr begann er mit dem Bau der Festung Rothenberg.
In der österreichischen Erbfolgefrage rückte er von der Anerkennung der pragmatischen Sanktion durch seinen Vater ab. Er legte 1732/33 zusammen mit der ebenfalls wittelsbachischen Kurpfalz und Kursachsen Protest gegen die Anerkennung der pragmatischen Sanktion durch das Reich ein. Außerdem ließ er eine Denkschrift ausarbeiten, in der er das gesamte österreichische Erbe für sich beanspruchte. Konkrete Pläne für ein bayerisches Handeln beim Eintritt des Erbfalles blieben aber aus. Es gelang auch nicht, die hohen Schulden seines Vorgängers abzutragen. Die territoriale Expansion des Kurfürstentums war nur gering: 1734 wurde die Grafschaft Hohenwaldeck gewonnen und 1740 teilweise die Herrschaft über Sulzbürg-Pyrbaum.

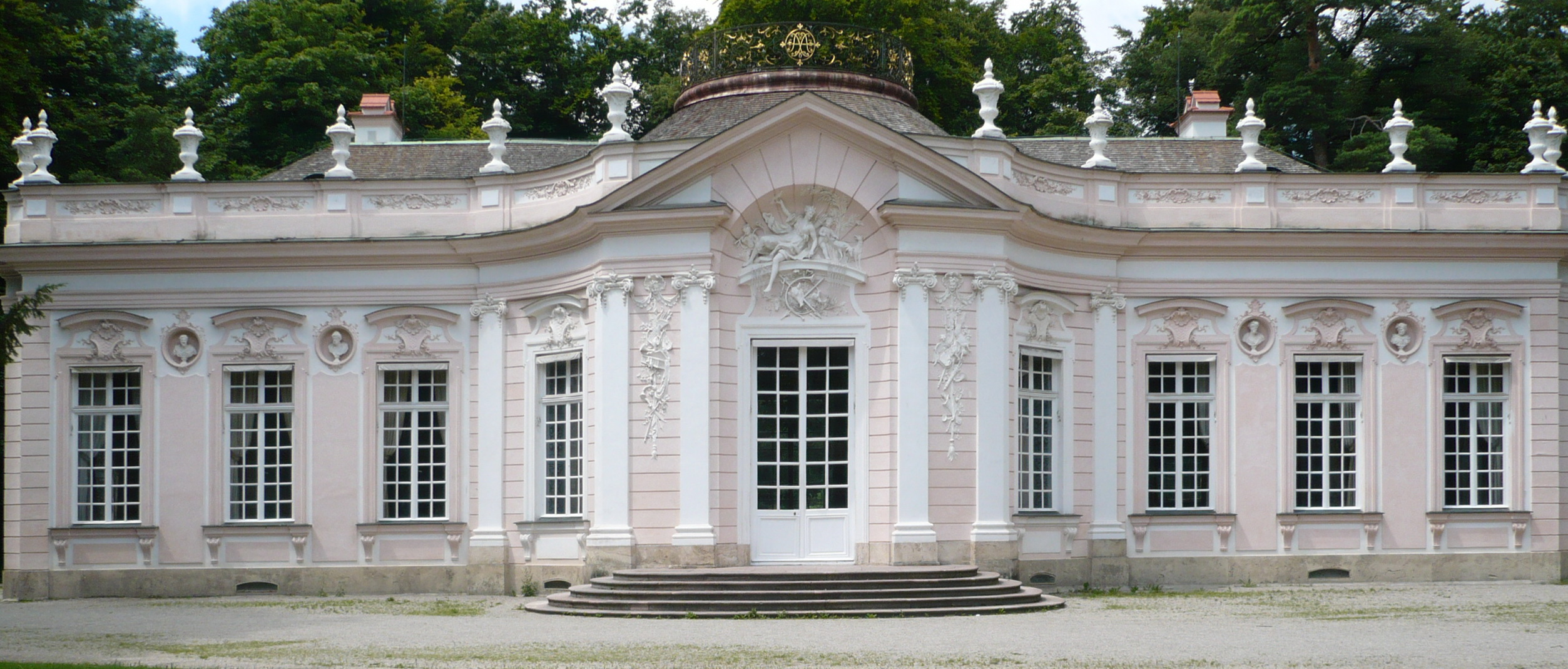
Amalienburg

In der Münchner Residenz ließ Karl Albrecht die Reichen Zimmer (eingeweiht am 4. November 1737) und die Grüne Galerie  einrichten. Für seine Frau ließ er im Schlosspark Nymphenburg 1734 bis 1739 die Amalienburg erbauen. Seiner Geliebten, Josepha Topor Freiin von Morawitzky, die er später mit dem Grafen Antonio Porcia verheiratete, schenkte er das Palais Porcia. Aus seiner Verbindung mit Sophie Caroline von Ingenheim stammte sein 1723 geborener Sohn Franz Ludwig, dem er den Adelstitel eines Grafen von Holnstein verlieh und das Palais Holnstein in München schenkte. Anlässlich der Geburt des Thronfolgers entstand ab 1727 mit St. Anna im Lehel die erste Rokokokirche Altbayerns. Der Kurfürst hielt überaus prunkvoll Hof. Um 1740 betrugen die Hofausgaben mit 760.000 von 2,13 Millionen Gulden 35 Prozent der Staatsausgaben.
Gleichzeitig ließ der Kurfürst ohne Rücksicht auf die Finanzlage seine Armee aufrüsten. Die unentschiedene Politik zwischen Wien und Versailles führte dazu, dass Karl Albrecht während des polnischen Erbfolgekrieges von 1738/39 einen frankreichfreundlichen Neutralitätskurs fuhr, was ihn nicht daran hinderte, dem Kaiser gleichzeitig bayerische Truppen für den Türkenkrieg zu stellen, die dann prompt hohe Verluste erlitten. Da der französische Staatsminister André-Hercule de Fleury Subsidien für Bayern aber auch Kurköln reduziert hatte, konnte der bayerische Kurfürst sein künstlich aufgeblähtes Heer von mittlerweile über 40.000 Mann nicht aufrechterhalten. So kam man in München auf die Idee, dem Kaiser ein Truppenkontingent für den ungarischen Kriegsschauplatz zu überlassen, um wenigstens einen Teil des Heeres auf Kosten Wiens unterzubringen. Karl Albrechts Onkel Ferdinand Maria wurde 1738 kaiserlicher Generalfeldmarschall und Reichsgeneralfeldzeugmeister, starb aber noch im selben Jahr. Im für die Habsburgermonarchie katastrophal verlaufenden Türkenkrieg der Jahre 1736–1739 wurden die bayerischen Regimenter dann fast vollständig aufgerieben. Beim überraschenden Tod Kaiser Karls VI. im Oktober 1740 war Karl Albrecht daher weder militärisch noch finanziell darauf vorbereitet, die sich bietende Gelegenheit für sein Haus zu nutzen. Im Gegensatz zum preußischen König, der gestützt auf einen Staatsschatz sowie eine große und schlagkräftige Armee eigenständig handeln und sofort zuschlagen konnte, musste der bayerische Kurfürst warten, bis sein französischer Protektor endlich bereit war in einen Krieg um das österreichische Erbe einzutreten.
Als nach dem Tode Karls VI. die beiden weltlichen Wittelsbacher Kurfürsten Karl Albrecht und Karl Philipp von der Pfalz zunächst am 30. Oktober 1740 die Übernahme des Reichsvikariats bekanntgaben, führte das zum Protest der evangelischen Reichsstände. Die Wittelsbacher Hausunion von 1724 war weder vom Kaiser noch von den Reichsständen anerkannt worden. Erst als sich Karl Albrecht und Karl Philipp am 18. Januar 1741 mit dem sächsischen Kurfürsten Friedrich August II., der auf seine verbriefte Beteiligung am Reichsvikariat bestand, als ihren Konvikar einigten, konnten die Streitigkeiten beendet werden. Die Einigkeit der beiden Wittelsbacher Kurfürsten kommt durch Vikariatsmünzen mit der Darstellung ihrer beider Brustbilder zum Ausdruck.

#### Kriegsbeginn und Huldigung als Herrscher von Böhmen

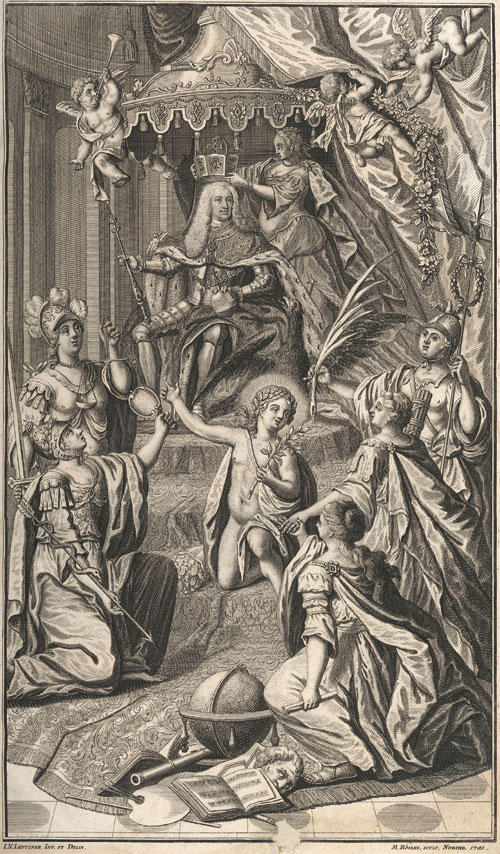
Allegorische Darstellung der Kaiserkrönung Karls VII. mit der Reichskrone, 1742

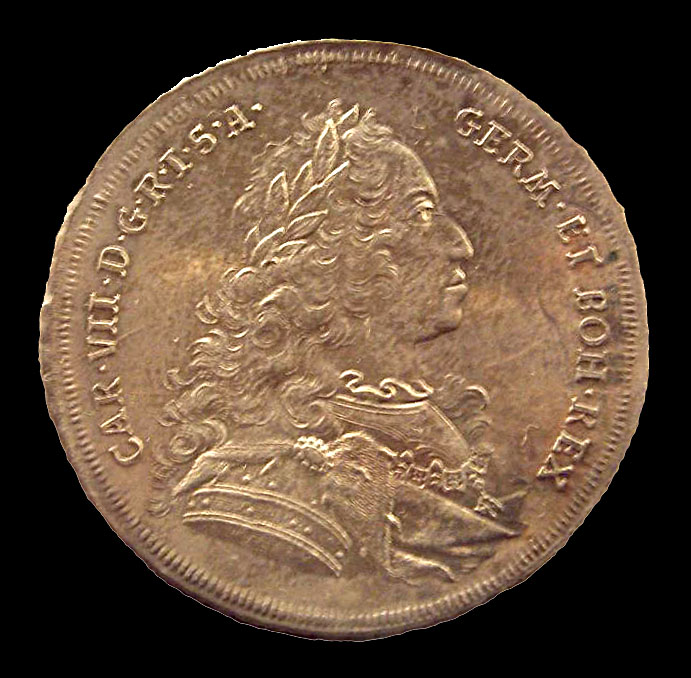
Taler mit Karls Porträt, 1743

Wappen Karls VII. mit Reichsadler, Kurhut, Reichskrone, Goldenem Vlies und Georgsorden

Mit dem Tod Kaiser Karls VI. waren die männlichen Habsburger ausgestorben, als Erbin war seine Tochter Maria Theresia vorgesehen, wie es in der Pragmatischen Sanktion der weiblichen Erbfolge festgeschrieben war. Auf die seit dem Privilegium Minus bestehende weibliche Erbfolge in Österreich berief sich allerdings auch Karl Albrecht aufgrund seiner Heirat, ebenso Friedrich August von Sachsen und Polen, der Maria Josepha, die ältere Tochter Josephs I., geheiratet hatte. Darüber hinaus begründete Karl Albrecht seinen Anspruch mit seiner Abstammung von Anna von Österreich. Bayern sollte Böhmen, Österreich ob der Enns und das südliche Österreich unter der Enns, Sachsen dagegen Mähren und das nördliche Österreich unter der Enns bekommen. Karl Albrecht ignorierte dabei den Rat seines Kanzlers Unertl, der bereits seinem Vater gedient hatte und auf dessen Schicksal hinwies. Der Kurfürst legte sich nun selbst den Titel des Erzherzogs von Österreich zu und sprach Maria Theresia nur mehr als Durchl. Großherzogin von Toskana, also mit ihrem höchsten ehelichem Titel von den Lothringern, an.
Weil Frankreich seit 1739 in den War of Jenkins’ Ear verwickelt war, zögerte es, Karl Albrecht wirkungsvoll zu unterstützen. Im Dezember 1740 begann dann der Österreichische Erbfolgekrieg, der von Friedrich II. von Preußen ausgelöst wurde, weil dieser im Ersten Schlesischen Krieg um Schlesien kämpfte. Erst jetzt war Frankreich zum Eintritt in den Krieg bereit.
Im Frühjahr 1741 schloss Karl Albrecht mit dem Nymphenburger Vertrag ein Bündnis mit Spanien, Preußen und kurze Zeit später mit Frankreich. Im Herbst des Jahres trat diesem Bündnis auch Kursachsen bei. Es erwies sich jedoch als zweischneidig: Die Franzosen hatten kein Interesse, den Platz der Habsburger den Wittelsbachern zu überlassen und boten nur halbherzig Unterstützung. Es kam auch zu keiner wirklich effektiven Zusammenarbeit zwischen den preußischen, bayerischen und französischen Armeen. Karl Albrecht besetzte mit seinen bayerischen Truppen im Juli Passau und die dortige Festung Oberhaus und stieß im September mit Hilfe sächsischer Truppen nach Oberösterreich vor. Im September wurde dann auch die französische Rheinarmee Karl Albrecht unterstellt. Dieser hatte damals bereits Linz erreicht. Statt Wien einzunehmen, wie von Friedrich II. gefordert, wurde die Armee unter dem Herzog de Belle-Isle auf französischen Druck nach Böhmen befohlen. Frankreich kam es darauf an, das österreichische Erbe aufzusplittern. Derweil war der Wiener Hof bereits nach Pressburg geflüchtet. Nachdem Karl Albrecht im September 1741 in Linz die Erbhuldigung seitens der bayernfreundlichen Stände des Landes entgegengenommen hatte, zog er weiter nach Böhmen und eroberte dort am 26. November die Krönungsstadt Prag. Da sich die böhmische Wenzelskrone jedoch im Besitz seiner Widersacherin Maria Theresia befand, konnte er sich dort nicht zum böhmischen König krönen lassen. Stattdessen ließ er sich am 19. Dezember von den anwesenden böhmischen Ständen als neuer Herrscher huldigen. Über die Hälfte des böhmischen Adels vermied es jedoch unter allerlei Vorwänden – trotz einer Strafandrohung von Seiten Karl Albrechts – ihm den Treueeid zu leisten. Sein französischer Halbbruder Emmanuel-François-Joseph de Bavière wurde als Gouverneur von Prag eingesetzt.
Am 17. Januar 1742 wurden mit der Doppelhochzeit von Kurfürst Karl Philipps Enkelin Elisabeth Auguste mit seinem designierten Nachfolger Karl Theodor von Pfalz-Sulzbach und ihrer Schwester Maria Anna mit Herzog Klemens von Bayern die Beziehungen der Wittelsbacher Linien von Bayern und der Pfalz nach der vorangegangenen Hausunion Max Emanuels noch weiter intensiviert.

#### Kaiser im Zeichen des Krieges
Am 24. Januar 1742 wurde Karl Albrecht einstimmig auch mit der hannoverschen Kurstimme Georgs II. von Großbritannien, der mit Maria Theresia verbündet war, zum Kaiser gewählt. Über Dresden und München zog er nach Frankfurt am Main. Am 12. Februar 1742 erfolgte dort die prunkvolle Kaiserkrönung durch seinen Bruder Clemens August, den Erzbischof und Kurfürsten von Köln. Traditionell stand das Recht der Kaiserkrönung zwar dem Kurfürsten und Erzbischof von Mainz zu, in dessen Diözese die Reichsstadt Frankfurt lag. Für dieses Mal hatte der amtierende Mainzer Kurfürst, Philipp Karl von Eltz-Kempenich, jedoch zugunsten des Kölners auf sein Recht verzichtet. Die Stadt Frankfurt ließ zu diesem Anlass Dukaten und Silberabschläge prägen.

Seinem glücklosen Feldmarschall Graf Ignaz von Törring schrieb der nunmehrige Kaiser Karl VII. einen Tag nach dem Fest:

„Meine Krönung ist gestern vor sich gegangen mit einer Pracht und einem Jubel ohne gleichen, aber ich sah mich zur gleichen Zeit von Stein- und Gichtschmerzen angefallen – krank, ohne Land, ohne Geld kann ich mich wahrlich mit Hiob, dem Mann der Schmerzen, vergleichen.“

Maria Theresia hatte zwischenzeitlich einen Waffenstillstand mit dem Königreich Preußen erreicht, Truppen aus Italien und Ungarn zusammengezogen und war zum Gegenangriff übergegangen. Friedrich II. hatte schon im Oktober 1741 den Waffenstillstand von Klein-Schnellendorf unterzeichnet, an den er sich nur wenige Monate hielt. Die Österreicher nutzten die Atempause dennoch, um neue Truppen aufzustellen und sich gegen Bayern zu wenden. Der österreichische Oberbefehlshaber Ludwig Andreas Graf Khevenhüller eroberte erst Linz zurück, und schon zwei Tage nach der Kaiserkrönung Karl Albrechts konnten ihre Armeen in München einmarschieren. Ende Juli 1742 schied Preußen mit dem Frieden von Berlin dann zum zweiten Mal aus der Koalition aus, was Verbitterung in Frankreich und tiefe Enttäuschung bei dem heimatlosen Kaiser Karl VII. hervorrief. Im Sommer 1742 mussten sich die Österreicher unter Khevenhüller mangels Truppenstärke zurückziehen; eine französisch-bayerische Armee eroberte bis zum Herbst des Jahres Bayern zurück. Die Österreicher konnten aber Teile Böhmens und Mähren behaupten und im folgenden Feldzug unter dem Oberkommando des Prinzen Karl Alexander von Lothringen das südliche Bayern erneut besetzen. Das Missgeschick der französischen Armee rief den Verbündeten des Kaisers de Belle-Isle wieder nach Böhmen. Von Sachsen und Preußen verlassen, wurden die beiden französischen Heerführer de Belle-Isle und de Broglie von der österreichischen Gesamtmacht angegriffen und genötigt, sich nach Prag zurückzuziehen, von wo sie nach längerer Belagerung im Dezember 1742 mitten durch die gegnerischen Streitkräfte den Rückzug nach Eger bewerkstelligten. Prag selbst fiel am 3. Januar 1743 an die Österreicher zurück, bei der Belagerung Prags hatte auf Seiten des Kaisers auch sein Pfälzer Verwandter Herzog Friedrich Michael gekämpft, der Stammvater der bayerischen Könige.
Karl VII. musste nun nicht nur auf die habsburgischen Länder verzichten, sondern hatte auch sein eigenes Land verloren. Der Kaisertitel selbst war nur mehr ein Ehrentitel mit stark repräsentativem Charakter, die Machtbefugnisse des Amtes waren Mitte des 18. Jahrhunderts bereits eingeschränkt und die Reichsidee hatte schon in den vorangegangenen Jahrzehnten insgesamt Schaden genommen. So lebte Karl VII. seiner Gestaltungskraft beraubt im Frankfurter Exil im Barckhausenschen Palais und verlieh selbst den einen oder anderen Ehrentitel. Einer der Empfänger war Johann Caspar Goethe, den der Kaiser 1742 zum Wirklichen Kaiserlichen Rat ernannte. Alexander Ferdinand von Thurn und Taxis wurde Prinzipalkommissar beim Immerwährenden Reichstag, der von Regensburg nach Frankfurt verlegt wurde. Johann Georg von Königsfeld als neuer Reichsvizekanzler konnte immerhin die Interessen des Kaisers wirkungsvoll verteidigen. In der kurzen Zeit seiner Tätigkeit baute die Reichshofkanzlei unter seiner Leitung ihren Spielraum insbesondere gegen den Reichserzkanzler stark aus.  Man hatte jedoch (in Anspielung auf den Spruch aut Caesar aut nihil, ‚Kaiser oder nichts‘) für Karl VII. den Spottnamen et Caesar et nihil (‚sowohl Kaiser als auch nichts‘) geprägt. Den ihm angebotenen Wechsel der Fronten lehnte Karl VII., der im Gegenzug vergeblich die Erhebung Bayerns zum Königreich verlangte, zu den gegebenen Bedingungen mehrfach ab; so blieb er abhängig von Frankreich. Von Großbritannien und Preußen ausgehende Vorschläge, durch Säkularisation auf Reichsboden dem Kaiser durch eine vergrößerte Hausmacht eine unabhängigere Position zu verschaffen, blieben unrealisierbar. 1743 schlug Karl Albrecht der österreichischen Erzherzogin Maria Theresia vor, Österreich und insbesondere Bayern durch die Säkularisation und Einverleibung von Fürstbistümern zu vergrößern. Maria Theresia lehnte dies als großes Unrecht ab. In Österreich hatte man allerdings viele Bistümer gar nicht reichsunmittelbar werden lassen. Ebenfalls 1743 hielt ein kurbrandenburgischer Diplomat eine Neuaufteilung überflüssiger geistlicher Güter zum Unterhalt des Kaisers und zu Gunsten von Fürsten und anderen Regenten für leicht zu verwirklichen. Die Ansicht der Juristen Christian Wolff, Johann Gottlieb Heineccius und Samuel von Pufendorf, dass die Kirche einen reichen, mächtigen Staat im Staate bilde und dem unterdrückten Staate aufgeholfen werden müsse, fand Anklang und wurde bald immer mehr verbreitet. Zunächst trug es allerdings zur Diskreditierung des Kaisers bei den geistlichen Reichsständen bei. Dennoch gelang später mit Unterstützung von Clemens August die Wahl des jüngeren Bruders Johann Theodor zum Bischof von Lüttich. Trotz gesundheitlicher Probleme reiste Kurfürst Clemens August persönlich nach Lüttich und gab bei Stimmengleichheit zwischen Johann Theodor und dem österreichischen Gegenkandidaten durch sein Votum den Ausschlag zugunsten des jüngeren Bruders.

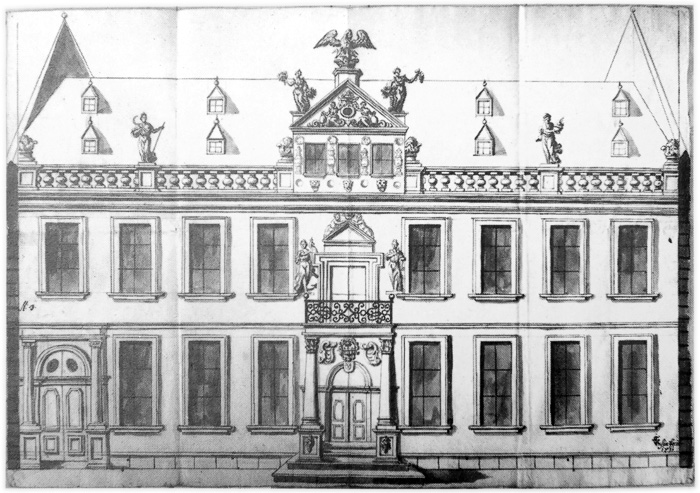
Barckhausensches Palais in Frankfurt

Von Maria Theresia freigelassen, trat der in Ungnade gefallene ehemalige kaiserliche Feldmarschallleutnant Friedrich Heinrich von Seckendorff in bayrische Dienste und wurde Oberbefehlshaber des bayerischen Heeres. Im Frühjahr 1743 setzten die Truppen des Kaisers und ihre Verbündeten erneut zum Gegenangriff an. Nach der Einnahme Münchens konnte Karl VII. im April für einige Zeit in die Stadt zurückkehren. Am 12. Mai empfing jedoch Maria Theresia in Prag die böhmische Krone. Im Juni gab es dann in Deutschland zwei Kriegsschauplätze: In Kur-Hannover sammelte sich unter König Georg II. eine britisch-hannoversche Armee, die an den Main rückte. Frankreich schickte ihr aus dem Elsass eine eigene Armee unter Marschall Noailles entgegen, die allerdings in der Schlacht bei Dettingen am 27. Juni besiegt wurde. Seckendorff hatte jedoch tags zuvor im österreichischen Feldlager die Konvention von Niederschönenfeld ausgehandelt, die die bayerische Armee zeitweise neutralisierte und so dem Zugriff der Österreicher entzog. Nachdem die verbündeten Franzosen sich nach Niederlagen an den Rhein zurückziehen mussten und die Bayern unter ihrem General Minuzzi mit ihren hessischen Verbündeten bereits am 9. Mai in einem Gefecht bei Simbach am Inn von Karl Alexander von Lothringen besiegt worden waren, verlor Karl VII. Bayern erneut und ging Ende Juni abermals nach Frankfurt. Sowohl die Franzosen als auch die Bayern wichen im weiteren Verlauf hinter den Rhein zurück, wo sie schließlich in die Winterquartiere gingen. Die Pragmatische Armee Georgs II. lagerte nach einem kurzen Vorstoß über den Rhein schließlich in Westfalen und den Niederlanden, während die Truppen der Österreicher in Bayern und am Rhein lagen.
Um dem Erstarken Österreichs zu begegnen und den Gewinn Schlesiens zu sichern, fand der preußische König Friedrich II. am 5. Juni 1744 wieder Anschluss an die anti-österreichische Koalition, der sich in der Zwischenzeit auch Schweden, das bourbonische Königreich Neapel und die Kurpfalz, nicht aber Kurköln angeschlossen hatten. Im August marschierte Preußen in Böhmen ein. Da Österreich nun durch den Ausbruch des Zweiten Schlesischen Krieges die Hände gebunden waren, konnte Karl VII. am 23. Oktober wieder in München einziehen, nachdem Seckendorff die Stadt entsetzt hatte und die Österreicher nach mehreren Wechselfällen nach Böhmen ausgewichen waren, um Preußen zu begegnen. Österreich stellte sich jedoch keiner Schlacht, sondern wich geschickt aus und störte den feindlichen Nachschub. Diese Hinhaltetaktik, die mangelnde Versorgung und die enorm zunehmende Zahl an Deserteuren zwang Preußen letztlich zum Rückzug nach Schlesien. Unter Vermittlung des ehemaligen Reichsvizekanzlers Friedrich Karl von Schönborn-Buchheim bemühte sich der Kaiser nun um einen Ausgleich mit Wien, verhandelte aber gleichzeitig erfolglos mit Frankreich um neue Waffenhilfe. Sein wichtigster Verbündeter am Hofe von Versailles, de Belle-Isle, war unterdessen im Dezember 1744 auf einer diplomatischen Reise nach Berlin durch einen hannoverschen Amtmann verhaftet und nach England verbracht worden. Neben Preußen und der Kurpfalz war Hessen-Kassel  unter dem Regenten Wilhelm zuletzt die stärkste militärische Stütze des Kaisers (Frankfurter Union vom 22. Mai 1744).
Französische Streitkräfte rückten unter dem Heerführer Maillebois Ende 1744 auf Drängen Preußens auf die kurkölnischen Lande vor, da Clemens August mittlerweile vom kaiserlichen Bruder abgefallen war und ein Bündnis mit Österreich drohte. Am 8. Januar des darauffolgenden Jahres wurde die Situation für Karl VII. und Friedrich II. dennoch immer bedrohlicher, als sich Großbritannien, die Niederlande, Österreich und Sachsen in Warschau zu einer Quadrupelallianz zusammenschlossen. Die französischen Truppen standen noch am Oberrhein und der Kaiser hatte in einem eigenhändigen Schreiben an Ludwig XV. die äußerste Gefahr seiner Lage dargestellt.

#### Tod und Nachfolge

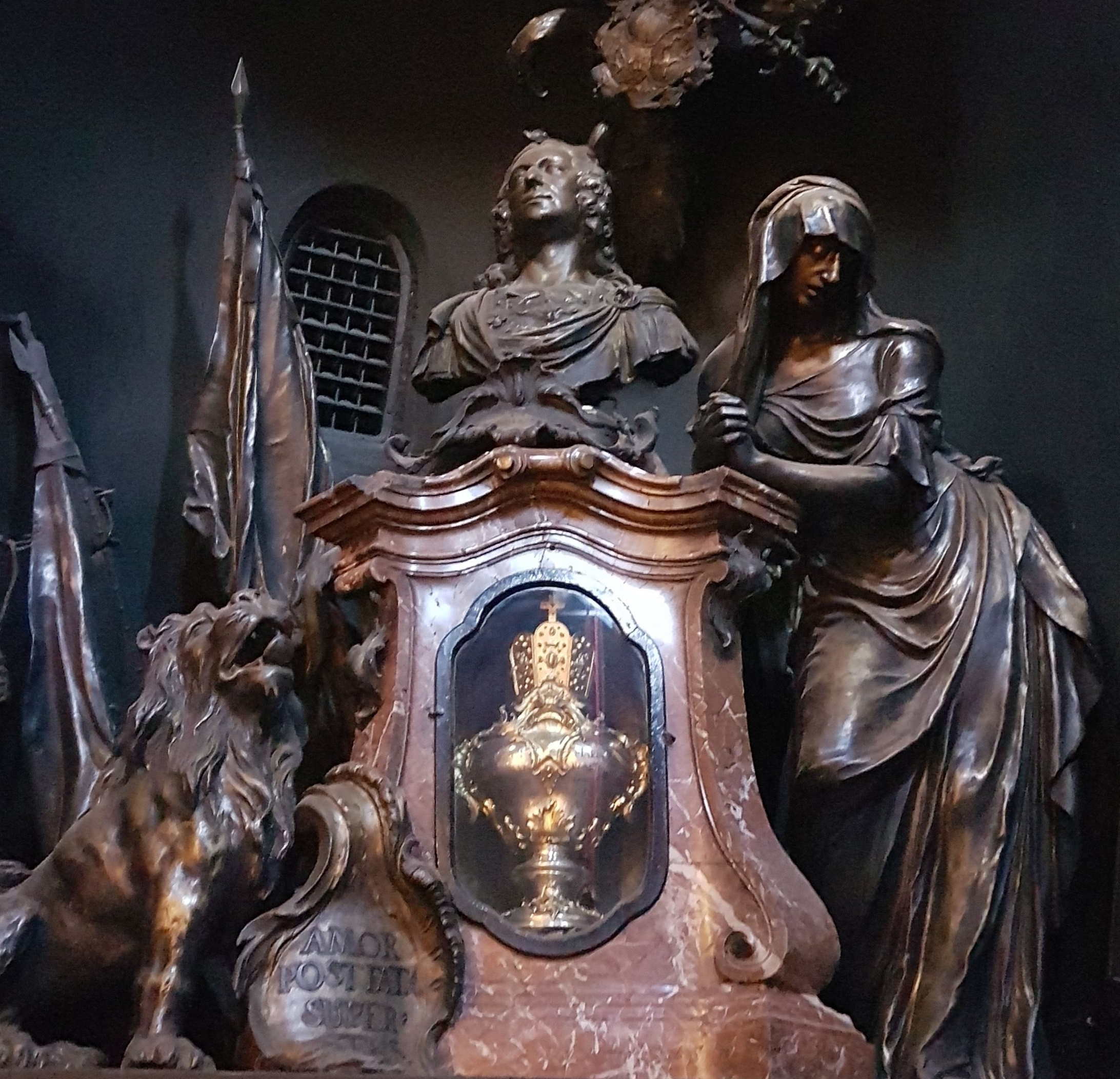
Herzurne Kaiser Karls VII. in der Gnadenkapelle von Altötting

Noch während des Krieges starb für Außenstehende völlig überraschend Kaiser Karl VII. am 20. Januar 1745 in der Münchener Residenz. Die Ärzte hatten jedoch völlig unterschiedliche Diagnosen gestellt und verschiedene Heilmethoden vorgeschlagen. Der Sektionsbericht führte Gicht und Nierensteine auf, dazu waren Herzprobleme gekommen.
Karl VII. hatte gleichwohl an seinem Todestag kraft kaiserlicher Autorität seinen noch nicht 18-jährigen Sohn Maximilian für volljährig erklärt, wodurch dieser die Thronfolge als Bayerischer Kurfürst ohne einen Vormund und Kuradministrator antreten konnte. Als Vormund wäre der Herzog Clemens Franz oder Max Josephs späterer Schwiegervater, der Kurfürst von Sachsen und König von Polen Friedrich August II., in Frage gekommen.
Karl VII. wurde in der Theatinerkirche zu München beigesetzt; sein Herz wurde getrennt bestattet und befindet sich in der Gnadenkapelle von Altötting. Georg Philipp Telemann schrieb für ihn eine Trauermusik mit dem Titel Ich hoffete aufs Licht. König Friedrich II. von Preußen schrieb 1746:

„Dieser Tod beraubte mich des Kaisers, der mein Freund war.“

Die Staatsschulden des Kurfürstentums hatten sich während  Karls Regierungszeit auf 35 Mio. Gulden erhöht. Mit dem Tod Karls VII. endete das kurze frühneuzeitliche Kaisertum des Hauses Wittelsbach und damit auch der Versuch, Kurbayern aus dem Rang einer Mittelmacht herauszuheben. Zwar versuchte der Münchner Hof zunächst, die antihabsburgische und profranzösische Großmachtpolitik fortzusetzen. Man dachte sogar daran, Maximilian III. Joseph von Bayern seinem Vater als Kaiser nachfolgen zu lassen. Von den Konferenzministern des verstorbenen Kaisers sprachen sich Törring sowie Preysing und halbherzig auch
Fürstenberg dafür aus, Königsfeld und Praidlohn dagegen rieten zur Vorsicht. Jedoch war auch Frankreichs Bereitschaft, die bayerische Politik zu unterstützen, wesentlich geringer als zunächst angenommen. Die Kaiserin-Witwe, Graf Seckendorff und fast alle höheren Militärs und Beamte drängten zum Frieden mit Österreich.
Nachdem Truppen der Habsburgermonarchie am 23. März 1745 Bayern angegriffen, handstreichartig Teile Nordbayerns besetzt und am 15. April in der Schlacht bei Pfaffenhofen den bayerischen Verbündeten Frankreich und Kurpfalz eine verlustreiche Niederlage bereitet hatten, musste Maximilian die Aussichtslosigkeit kaiserlicher Ambitionen einsehen und schloss am 22. April 1745 mit Maria Theresia den Frieden von Füssen. Der junge Kurfürst erkannte das österreichische Supremat im Reich an. Der bayerische Kurfürst versprach, dem Ehemann Maria Theresias, Franz Stephan von Lothringen, bei der Kaiserwahl seine Kurstimme zu geben. Österreich verzichtete seinerseits auf Kriegsentschädigungen, zog alle Truppen aus Bayern ab und erkannte im Gegenzug rückwirkend die Kaiserwürde Karls VII. an.

## Insignien
Da der Wittelsbacher Kurfürst Karl Albrecht als erster Nicht-Habsburger seit langer Zeit zum römisch-deutschen Kaiser gewählt wurde und ihm somit die Insignien seiner Vorgänger nicht zur Verfügung standen, wurden einige davon neu in Auftrag gegeben. In der Schatzkammer der Münchner Residenz befinden sich noch heute die beiden Kaiserkronen Karls VII., im Marstallmuseum Nymphenburg ist der Prunkwagen ausgestellt, den der Kaiser 1742 bei seiner Krönung nutzte, einer der prächtigsten Staatswagen des französischen Rokoko. Weitere Zeugnisse der Kaiserzeit sind die Rokokorahmen mit dem Kaiserwappen in der Wallfahrtskirche St. Anna in Harlaching, die Karl VII. damals der Kirche stiftete.

## Familie

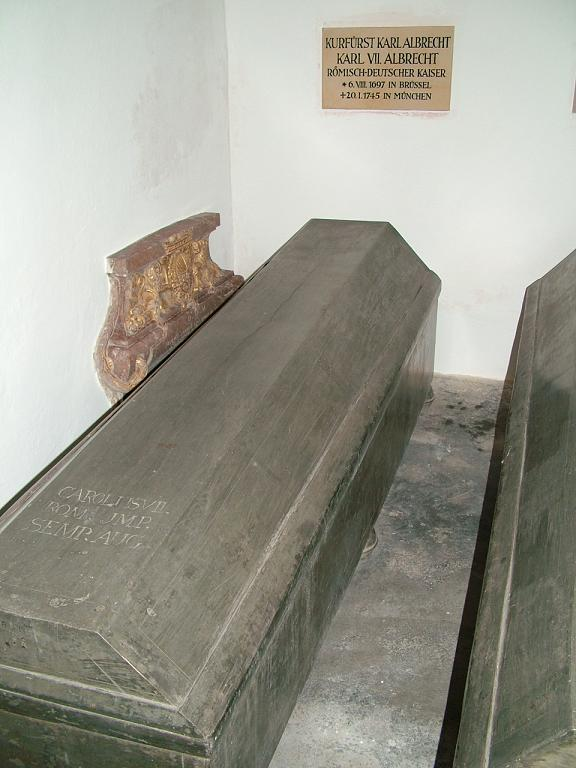
Sarg Kaiser Karls VII. in der Theatinerkirche

Kaiser Karl VII. heiratete am 5. Oktober 1722 in Wien die Erzherzogin Maria Amalie von Österreich, Tochter Kaiser Josephs I. und seiner Frau Wilhelmine Amalie von Braunschweig-Lüneburg. Mit ihr hatte er sieben Kinder:
- Maximiliane Maria (*/† 1723)
- Maria Antonia Walburgis Symphorosa (1724–1780) ⚭ 1747 Kurfürst Friedrich Christian von Sachsen
- Theresia Benedicte Maria (1725–1743)
- Maximilian III. Joseph (1727–1777) ⚭ 1747 Prinzessin Maria Anna Sophia von Sachsen (1728–1797)
- Joseph Ludwig (1728–1733)
- Maria Anna Josepha (1734–1776) ⚭ 1755 Markgraf Ludwig Georg Simpert von Baden-Baden (1702–1761)
- Maria Josepha Antonia Walburga Felizitas Regula (1739–1767) ⚭ 1765 Kaiser Joseph II. (1741–1790)

Aus seiner Verbindung mit Maria Caroline Charlotte von Ingenheim (Schwester des Feldmarschall-Leutnants Karl Wilhelm von Ingenheim) hatte er eine Tochter und einen Sohn:
- Maria Josepha, verheiratet seit 1736 mit Emmanuel-François-Joseph Comte de Bavière (1695–1747), Halbbruder ihres Vaters
- Franz Ludwig Graf von Holnstein (1723–1780) ⚭ Anna Marie zu Löwenfeld (1735–1783), Tochter des Kölner Erzbischofs Clemens August I. von Bayern

## Ahnentafel
| Ahnentafel Karl VII.                  | Ahnentafel Karl VII.                                                                                  | Ahnentafel Karl VII.                                                                                  | Ahnentafel Karl VII.                                                                                  | Ahnentafel Karl VII.                                                                                  | Ahnentafel Karl VII.                                                                                             | Ahnentafel Karl VII.                                                                                             | Ahnentafel Karl VII.                                                                                             | Ahnentafel Karl VII.                                                                                             |
| ------------------------------------- | --- | --- | --- | --- | --- | --- | --- | --- |
| Ururgroßeltern                        | Herzog Wilhelm V. von Bayern (1548–1626) ⚭ 1568 Renata von Lothringen (1544–1602)                     | Kaiser Ferdinand II. (1578–1637) ⚭ 1600 Maria Anna von Bayern (1574–1616)                             | Herzog Karl Emanuel I. von Savoyen (1562–1630) ⚭ 1585 Katharina Michaela von Spanien (1567–1597)      | König Heinrich IV. von Frankreich (1553–1610) ⚭ 1600 Maria de’ Medici (1575–1642)                     | Marek Sobieski (1548/50–1605) ⚭ Jadwiga Snopkowska (1556/59–1588/89)                                             | Jan Daniłowicz (1570–1628) ⚭ Zofia Żółkiewska (1590–1634)                                                        | Antoine de La Grange d'Arquien ⚭ Anne d'Ancienville                                                              | Baptiste de La Châtre of Bruillebault ⚭ Gabrielle Lamy                                                           |
| Urgroßeltern                          | Kurfürst Maximilian I. von Bayern ⚭ 1635 Erzherzogin Maria Anna von Österreich (1610–1665)            | Kurfürst Maximilian I. von Bayern ⚭ 1635 Erzherzogin Maria Anna von Österreich (1610–1665)            | Herzog Viktor Amadeus I. von Savoyen (1587–1637) ⚭ 1619 Christina von Frankreich (1606–1663)          | Herzog Viktor Amadeus I. von Savoyen (1587–1637) ⚭ 1619 Christina von Frankreich (1606–1663)          | Jakub Sobieski (1590–1646) ⚭ 1627 Zofia Teofillia Daniłowicz (1607–1661)                                         | Jakub Sobieski (1590–1646) ⚭ 1627 Zofia Teofillia Daniłowicz (1607–1661)                                         | Henri Albert de La Grange d'Arquien (1613–1707) ⚭ Françoise de la Châtre                                         | Henri Albert de La Grange d'Arquien (1613–1707) ⚭ Françoise de la Châtre                                         |
| Großeltern                            | Kurfürst Ferdinand Maria von Bayern (1636–1679) ⚭ 1652 Henriette Adelheid von Savoyen (1636–1676)     | Kurfürst Ferdinand Maria von Bayern (1636–1679) ⚭ 1652 Henriette Adelheid von Savoyen (1636–1676)     | Kurfürst Ferdinand Maria von Bayern (1636–1679) ⚭ 1652 Henriette Adelheid von Savoyen (1636–1676)     | Kurfürst Ferdinand Maria von Bayern (1636–1679) ⚭ 1652 Henriette Adelheid von Savoyen (1636–1676)     | König Johann III. Sobieski von Polen (1629–1696) ⚭ 1665 Marie Casimire Louise de la Grange d’Arquien (1641–1716) | König Johann III. Sobieski von Polen (1629–1696) ⚭ 1665 Marie Casimire Louise de la Grange d’Arquien (1641–1716) | König Johann III. Sobieski von Polen (1629–1696) ⚭ 1665 Marie Casimire Louise de la Grange d’Arquien (1641–1716) | König Johann III. Sobieski von Polen (1629–1696) ⚭ 1665 Marie Casimire Louise de la Grange d’Arquien (1641–1716) |
| Eltern                                | Kurfürst Maximilian II. Emanuel von Bayern (1662–1726) ⚭ 1695 Therese Kunigunde von Polen (1676–1730) | Kurfürst Maximilian II. Emanuel von Bayern (1662–1726) ⚭ 1695 Therese Kunigunde von Polen (1676–1730) | Kurfürst Maximilian II. Emanuel von Bayern (1662–1726) ⚭ 1695 Therese Kunigunde von Polen (1676–1730) | Kurfürst Maximilian II. Emanuel von Bayern (1662–1726) ⚭ 1695 Therese Kunigunde von Polen (1676–1730) | Kurfürst Maximilian II. Emanuel von Bayern (1662–1726) ⚭ 1695 Therese Kunigunde von Polen (1676–1730)            | Kurfürst Maximilian II. Emanuel von Bayern (1662–1726) ⚭ 1695 Therese Kunigunde von Polen (1676–1730)            | Kurfürst Maximilian II. Emanuel von Bayern (1662–1726) ⚭ 1695 Therese Kunigunde von Polen (1676–1730)            | Kurfürst Maximilian II. Emanuel von Bayern (1662–1726) ⚭ 1695 Therese Kunigunde von Polen (1676–1730)            |
| Kaiser Karl VII., Kurfürst von Bayern | | | | | | | | |

## Auszeichnungen
- Hausritterorden vom Heiligen Georg (Großmeister)
- Orden vom Goldenen Vlies (Ritter des spanischen Zweiges)